# ایمنی آخر از همه!

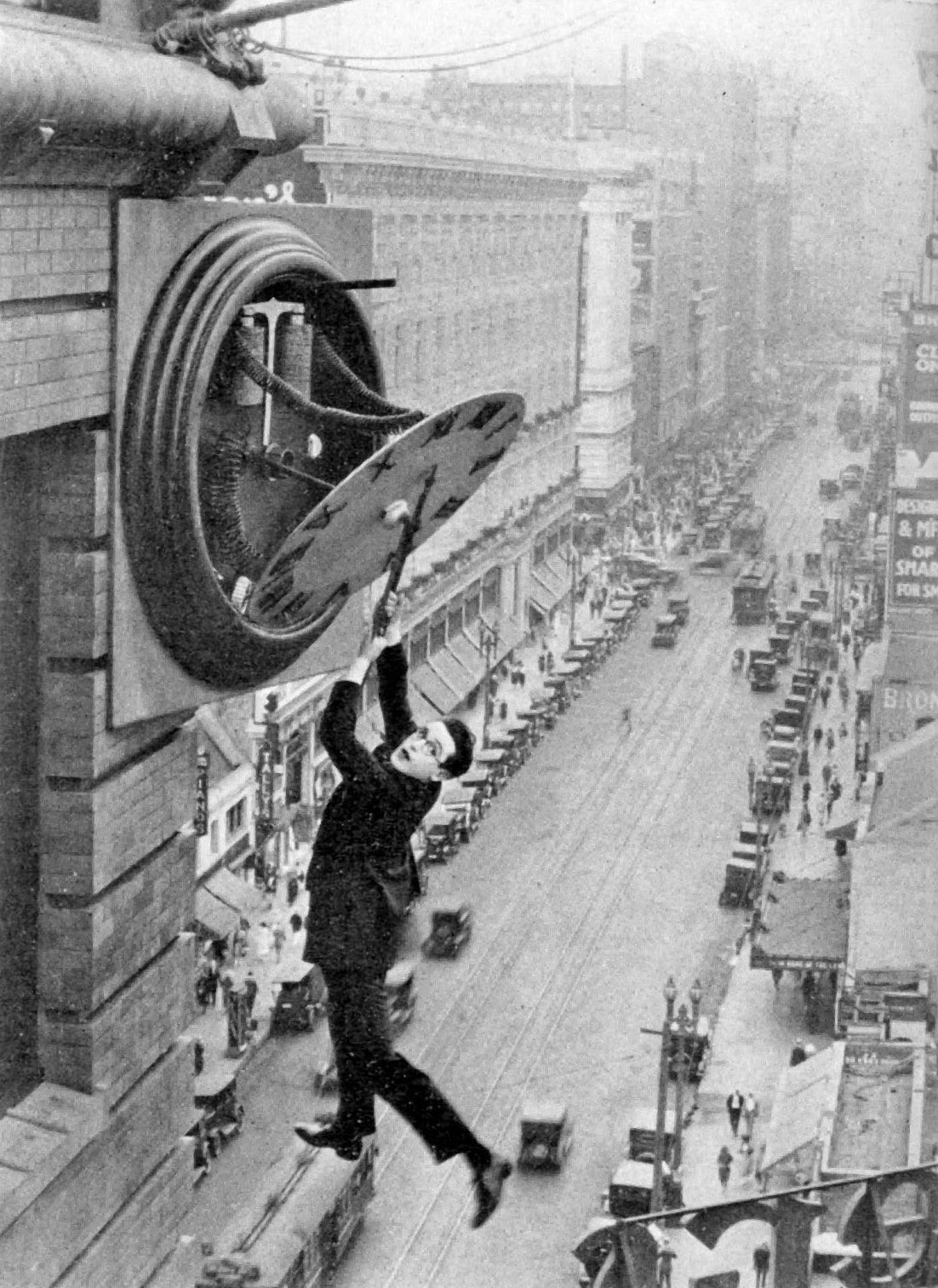
صحنه مشهور این فیلم

ایمنی آخر از همه! (به انگلیسی: !Safety Last) فیلمی صامت در سبک کمدی به کارگردانی فرد سی. نیومیر با بازی هارولد لوید است. این فیلم شامل یکی از مشهورترین صحنه‌های دورهٔ سینمای صامت است: لوید در نمای خارجی یک آسمان‌خراش بالای اتومبیل‌های در حال عبور در خیابان، عقربه‌های ساعتی بزرگ را محکم گرفته و از آن آویزان شده‌است.